# Anadenanthera
Anadenanthera és un gènere d'arbres d'Amèrica del Sud dins la família de les fabàcies. Conté de dues a quatre espècies incloent a A. colubrina i a A. peregrina.
Aquestes dues espècies contenen substàncies al·lucinògenes: Vilca/Cebil i Yopo/Cohoba.
La matèria activa principal d'Anadenanthera és la bufotenina.

## Taxonomia
- Anadenanthera colubrina (Vell.) Brenan
  - Anadenanthera colubrina var. cebil (Vell.) Brenan var. (Griseb.) Altschul
  - Anadenanthera colubrina var. colubrina (Vell.) Brenan

- Anadenanthera peregrina (L.) Speg.
  - Anadenanthera peregrina var. falcata (Benth.) Altschul
  - Anadenanthera peregrina var. peregrina